# Lijst van Surinaamse ministers van Openbare Werken
Lijst van ministers van Openbare Werken (soms in combinatie met andere zaken) van Suriname sinds 1948. Tot midden jaren 50 werd de term landsminister gebruikt.
| Ministerie                                                                     | Minister                          | Periode         | Kabinet             |
| ------------------------------------------------------------------------------ | --------------------------------- | --------------- | ------------------- |
| <geen eigen ministerie>                                                        | <geen eigen ministerie>           | 1948 - 1949     | May (CAB)           |
| Openbare Werken en Verkeer                                                     | Adolf Brakke                      | 1949 - 1951     | De Miranda          |
| Openbare Werken en Verkeer                                                     | Arnold Smit                       | 1951 - 1952     | Drielsma / Buiskool |
| Openbare Werken en Verkeer                                                     | Arnold Smit                       | 1952 - 1954     | Alberga / Currie    |
| Openbare Werken en Verkeer                                                     | Ferdinand Anton Langguth Oliviera | 1954 - 1955     | Alberga / Currie    |
| Openbare Werken en Verkeer                                                     | Johan Kuiperbak                   | 1955 - 1958     | Ferrier             |
| Openbare Werken en Verkeer                                                     | Victor Max de Miranda             | 1958 - 1963     | Emanuels            |
| Openbare Werken en Verkeer                                                     | John Thijm                        | 1963 - 1967     | Pengel I            |
| Openbare Werken, Waterstaat en Verkeer                                         | John Thijm                        | 1967 - 1969     | Pengel II           |
| Bouwwerken, Verkeer en Waterstaat                                              | Frans Lichtveld                   | 1969            | May                 |
| Bouwwerken, Verkeer en Waterstaat (vanaf ca. 1970: Openbare Werken en Verkeer) | Rudy Goossen                      | 1969 - 1973     | Sedney              |
| Openbare Werken en Verkeer                                                     | Achmed Karamat Ali                | 1973 - 1977     | Arron I             |
| Openbare Werken en Verkeer                                                     | Achmed Karamat Ali                | 1977 - 1980     | Arron II            |
| Openbare Werken en Verkeer                                                     | Nazier Ataoellah                  | 1980            | Chin A Sen I        |
| Openbare Werken en Verkeer                                                     | Nazier Ataoellah                  | 1980 - 1982     | Chin A Sen II       |
| Openbare Werken en Verkeer                                                     | Nazier Ataoellah                  | 1982            | Neijhorst           |
| Openbare Werken, Telecommunicatie en Bouwnijverheid                            | Willy Chin Joe                    | 1983 - 1984     | Alibux              |
| Openbare Werken, Telecommunicatie en Bouwnijverheid                            | Erik Tjon Kie Sim                 | 1984 - 1985     | Udenhout I          |
| Openbare Werken, Telecommunicatie en Bouwnijverheid                            | Jainoel Abdul                     | 1985            | Udenhout I          |
| Openbare Werken, Telecommunicatie en Bouwnijverheid                            | Cyrill Ramkisor                   | 1985 - 1986     | Udenhout II         |
| Openbare Werken, Telecommunicatie en Bouwnijverheid                            | Wilhelm Wolfram                   | 1986 - 1987     | Radhakishun         |
| Openbare Werken, Telecommunicatie en Bouwnijverheid                            | Wilhelm Wolfram                   | 1987 - 1988     | Wijdenbosch I       |
| Openbare Werken, Telecommunicatie en Bouwnijverheid                            | Harnarain Jankipersadsing         | 1988 - 1990     | Shankar             |
| Openbare Werken                                                                | Lothar Boksteen                   | 1991            | Kraag               |
| Openbare Werken                                                                | Radjkoemar Randjietsingh          | 1991 - 1996     | Venetiaan I         |
| Openbare Werken                                                                | Richard Kalloe                    | 1996 - 1997     | Wijdenbosch II      |
| Openbare Werken                                                                | Rudolf Mangal                     | 1997 - 2000     | Wijdenbosch II      |
| Openbare Werken                                                                | Dewanand Balesar                  | 2000 - 2005     | Venetiaan II        |
| Openbare Werken                                                                | Ganeshkoemar Kandhai              | 2005 - 2010     | Venetiaan III       |
| Openbare Werken                                                                | Ramon Abrahams                    | 2010 - 2013     | Bouterse I          |
| Openbare Werken                                                                | Rabin Parmessar                   | 2013 - 2015     | Bouterse I          |
| Openbare Werken                                                                | Siegfried Wolff                   | 2015 - 2017     | Bouterse II         |
| Openbare Werken, Transport en Communicatie                                     | Jerry Miranda                     | 2017 - tot 2018 | Bouterse II         |
| Openbare Werken, Transport en Communicatie                                     | Patrick Pengel                    | 2018 - 2019     | Bouterse II         |
| Openbare Werken, Transport en Communicatie                                     | Vijay Chotkan                     | 2019 - 2020     | Bouterse II         |
| Openbare Werken                                                                | Riad Nurmohamed                   | 2020 - 2025     | Santokhi            |
| Openbare Werken en Ruimtelijke Ordening                                        | Stephen Tsang                     | 2025 - heden    | Simons              |

Arbeid · Binnenlandse Zaken · Buitenlandse Zaken · Defensie · Economische Zaken · Financiën · Justitie en Politie · Landbouw, Veeteelt en Visserij · Natuurlijke Hulpbronnen · Onderwijs en Volksontwikkeling · Openbare Werken · Planning en Ontwikkelingssamenwerking · Regionale Ontwikkeling · Ruimtelijke Ordening, Grond- en Bosbeheer · Sociale Zaken en Volkshuisvesting · Sport- en Jeugdzaken · Transport, Communicatie en Toerisme · Volksgezondheid
premier · president · vicepresident
gouverneurs (1650-1954) · gouverneurs (1954-1975) · gevolmachtigd ministers van Suriname